# 大津敏雄
大津 敏雄（おおつ としお、1912年1月23日 - 生没不明）は、日本のフィールドホッケー選手。
1936年ベルリンオリンピックのホッケー競技で、日本のフィールドホッケーチームのバックとして3つの試合すべてに出場した。